# Lunas rotas
Lunas rotas es el nombre del álbum debut de la cantautora española Rosana, publicado el 11 de abril de 1996. Este disco, de estilo Pop, se convirtió en un éxito rotundo tanto en el país Ibérico como en Latinoamérica. Fue lanzado al mercado bajo el sello de Universal Music Latino.

## Historia y grabación
A principios de los 90, Rosana se abría campo en el mundo de la música española, hasta ese entonces sus canciones se escuchaban en voces como las del grupo Azúcar Moreno y la cantante Esmeralda Grao, entre otros artistas nacionales. Fue así como en 1995, animada por familiares y amigos, decidió grabar sus propias composiciones y envió una maqueta de quince temas a MCA Records, consiguiendo así su primer contrato discográfico con Universal Music.
Para este proyecto, Rosana contó con la ayuda del guitarrista y productor musical español, José Antonio Romero. Se grabaron alrededor de quince canciones, de las cuales finalmente quedaron doce. Aunque todas las canciones fueron compuestas por Rosana, la cantante colaboró con el compositor español Benigno Ríos en la creación de «El talismán», tema que compuso originalmente con la idea de que fuera Ana Belén quien lo cantara. 
El álbum se grabó en diferentes estudios de Madrid y fue masterizado por Carlos Martos en Miami, Florida. El disco es de estilo Pop/Acústico, ya que Rosana no quería que fuera un álbum hecho totalmente con sonidos de programación; por el contrario, se quería un sonido sencillo y que se escucharan solo los elementos musicales tales como la guitarra, el bajo, violín y voz. 
Lunas Rotas fue lanzado al mercado el 11 de abril de 1996. Y gracias a singles exitosos como «El talismán», «Si tú no estás», «A fuego lento» y «Sin miedo», el álbum tuvo un notable éxito, permaneciendo durante catorce semanas en el número 1 de las listas de ventas españolas y convirtiéndose en disco de diamante en menos de un año. Una anécdota fue que a tan solo tres horas de ser lanzado el disco, se agotaron todas las copias.
Su entrada en la lista de superventas fue la entrada más fuerte de un artista nuevo en la historia de la música en España. Lunas rotas se publicó en más de 30 países, entre ellos: México, Brasil, EE. UU., Francia, Alemania, Japón y Corea del Sur.
Durante el lanzamiento del digipack «De casa a Las Ventas» en 2007, se desveló «En las calles de Madrid», primer single del trabajo, que se colaba así en el álbum Lunas rotas como tema descartado.

## Lunas rotasen la películaCurdled
Durante ese año, el director y productor cinematográfico Quentin Tarantino pidió a la compañía Universal Music que le enviaran música latina en general. La compañía discográfica, entre otras muchas cosas, envió el disco de Rosana que, aun siendo una artista novel, pensaron que era una buena opción, ya que el disco funcionaba bastante bien no solo en el país Ibérico, sino también en América Latina.
Tarantino utilizó dos de sus canciones en la película Curdled en la que ejercía de productor, consiguiendo así este álbum la fama internacional debido a los temas que aparecían en la película, estos temas fueron «Lunas rotas» y «El talismán», las cuales fueron colocadas en un nicho de oro durante la presentación de la película.

## Lista de canciones
Letra y música compuesta por Rosana Arbelo.
| N.º | Título              | Duración |  |
| 1.  | «Furia de color»    | 3:05     |  |
| 2.  | «El talismán»       | 3:39     |  |
| 3.  | «A fuego lento»     | 3:40     |  |
| 4.  | «No sé mañana»      | 4:50     |  |
| 5.  | «Lunas rotas»       | 4:35     |  |
| 6.  | «Si tú no estás»    | 4:13     |  |
| 7.  | «Bebes de mí»       | 4:15     |  |
| 8.  | «Sin miedo»         | 3:22     |  |
| 9.  | «Deray»             | 4:33     |  |
| 10. | «Así son las cosas» | 3:54     |  |
| 11. | «Descubriéndote»    | 2:58     |  |
| 12. | «Nadie más que yo»  | 5:15     |  |

| Bonus Track |                           |          |  |
| N.º         | Título                    | Duración |  |
| 13.         | «En las calles de Madrid» | 4:55     |  |

## Personal
- Jesús Alcaniz - ingeniero
- Rosana Arbelo -guitarra española, voz, coros
- Paco Bastante - bajo
- Sergio Castillo - batería, Shaker, coros
- Antonio García de Diego - teclado, coros
- Miguel De La Vega - ingeniero, mezcla
- Iñaki del Olmo - mezclador asistente
- Tino Di Geraldo - cajón
- Carlos Doménech - coros
- Luis Dulzaides - percusión
- Alba Fresno - viola de Gamba
- Cristina González - coros
- Tato Icasto - Fender Rhodes, teclados, wurlitzer
- Fernando Illán - bajo
- Arantxa Lezaun
- Carlos Martos - Mastering
- Juan Maya - guitarra flamenca
- Alfonso Onhur - fotografía
- Jesús Ortiz - coros
- Kike Perdomo - saxofón soprano, saxofón tenor
- Anouk Pérez
- Benigno Ríos - compositor
- José Antonio Romero - productor
- José Antonio Romero -	Fender Rhodes, guitarra de doce cuerdas, guitarra acústica, guitarra eléctrica, teclado, mandolina, mezclado, piano, productor

## Listas de ventas
| País   | Proveedor | Certificaciones |
| Europa |           |                 |
| Europa | IFPI      | Platino         |

### Anuales
| País   | Asociación | Lista          | Posición anual  | Ref.  |
| España | Promusicae | Top 50 Álbumes | 1996: 1 1997: 4 | [ 4 ] |